# Gare de Virieu-sur-Bourbre
Gare de Virieu-sur-Bourbre – przystanek kolejowy w Panissage, w departamencie Isère, w regionie Owernia-Rodan-Alpy, we Francji.
Jest przystankiem kolejowym Société nationale des chemins de fer français (SNCF), obsługiwanym przez pociągi TER Rhône-Alpes.